# Talajreflexió
Talajreflexió alatt a talaj elektromágneses hullámokra kifejtett tükröző, reflektáló hatását értjük. A rádióhullámok terjedésében fontos szerepet játszik a talaj. A talaj a hullámterjedésre gyakorolhat mind pozitív, mind negatív hatást. A talaj viselkedhet tükrözőfelületként, vagy az antenna közelterében parazita sugárzóként.
A talajreflexió mértéke erősen függ a talaj elektromos tulajdonságaitól.
A talajreflexió nem tévesztendő össze a felületi hullámterjedéssel. A felületi hullámterjedés diffrakciós elhajlás eredménye, a talajreflexiót pedig határfelületi visszaverődés okozza.

## A talaj mint parazitasugárzó[1]
Ha az antenna λ távolságnál közelebb van a talajhoz, akkor az antenna és a talaj között szoros induktív és kapacitív csatolások jönnek létre. Ennek következtében
- megváltozik az antenna rezonanciafrekvenciája
- megváltoznak a primer sugárzó elektromos tulajdonságai
- megváltozik az antenna iránykarakterisztikája

### A talaj hatása az antenna talpponti ellenállására
Ha nincs lehetőség az antennát λ magasságnál magasabbra helyezni, telepítéskor szükséges azon módosításokat végrehajtani. Az esetek többségében ez megoldható az antennaillesző módosításával, de előfordulhat, hogy az antennaelemek méretein is változtatni kell.
Az antenna talpponti tulajdonságára gyakorolt hatás a talaj határfelületi impedanciájával van összefüggésben:
{\displaystyle \phi _{S}={\frac {1}{2}}arctg{{\biggl (}{\frac {60\lambda \sigma }{\epsilon }}{\biggr )}}}
- ha {\displaystyle {\frac {\pi }{4}}<\phi _{S}<{\frac {\pi }{2}}} akkor az antenna talpponti reaktanciája induktív irányban tolódik el
- ha {\displaystyle 0>\phi _{S}>-{\frac {\pi }{2}}} akkor az antenna talpponti reaktanciája kapacitív irányba tolódik el.

{\displaystyle Z_{S}={\frac {120\pi }{\sqrt[{4}]{\epsilon ^{2}+{\bigl (}60\lambda \sigma {\bigr )}}}}e^{cos\phi _{S}}}
{\displaystyle Z_{0}'={\frac {1}{{\frac {1}{Z_{0}}}+{\frac {1}{4h{\sqrt {Z_{S}}}}}}}}
- ZS - határfelületi ellenállás (Ω)
- φS - a határfelület fázistolása (rad)
- Z0 - az antenna talpponti ellenállása (Ω)
- Z0' - az antenna eredő talpponti ellenállása (Ω)
- h - az antenna talajszint fölötti magassága (m)
- λ - az üzemi hullámhossz (m)
- σ - a talaj fajlagos vezetése (Sm)
- ε - a talaj dielektromos állandója

### A talaj hatása az antenna iránykarakterisztikájára
A talaj hatással van az antenna iránykarakterisztikájára. A fő sugárzási irány elevációs szöge annál nagyobb lesz, minél közelebb van az antenna a talajhoz. Az elevációs szög változására hatással van a talaj fajlagos ellenállása. A fő sugárzási irány elevációs szögének változása az alábbi képlettel számítható:
{\displaystyle \Delta \psi \approx arctg{\biggl (}{\frac {\lambda }{4h{\frac {1}{\sqrt[{8}]{\sigma }}}}}{\biggr )}}
- Δψ - az elevációs szög eltolódása (°)
- λ - az üzemi hullámhossz (m)
- σ - a talaj fajlagos vezetése (Sm)
- h - az antenna talajszint fölötti magassága (m)

A talaj minél jobb vezető, egy λ magasságnál alacsonyabb antenna fő sugárzási irányát annál inkább felfelé tolja el:
Ha egy antennát 1λ magasság fölött helyezzük el, akkor a sugárzási karakterisztikája nem tér el jelentősen az elméleti iránykarakteriszikától. Ettől alacsonyabban viszont annál feljebb tolódik a sugárzási karakterisztikája, minél alacsonyabban helyezzük el.
A gyakorlatban ez a felfelé sugárzás leginkább a 10 - 25 MHz között figyelhető meg a legszembetűnőbben. Ebben a frekvenciatartományban a felületi hullámterjedés már elhanyagolható, általában NVIS sincs, viszont a hullámhossz még mindig jóval nagyobb, mint egy háztetőre telepített antenna magassága. Egy ilyen háztetőre telepített antenna által kisugárzott jelet az antennától néhány km-re már nem, vagy csak nagyon erős csillapítással lehet venni, mivel a fő sugárzási irány olyan mértékben eltolódott felfelé,  viszont felfelé remekül sugároz, hiszen az ionoszféráról visszaverődve ugyanez a jel remekül vehető akár több ezer kilométerre is az antennától.

Egy c-ben írt program a fenti képletek számításához:
```
#include
 
<stdio.h>

#include
 
<math.h>

// compile: gcc -o talajhatas.c -lm -o talajhatas

float
 
sigma
,
 
epsilon
;

void
 
get_se
(){

	
int
 
n
;

	
printf
(
"A talaj adatai:
\n
"
);

	
printf
(
"1:Tengervíz
\n
2:Édesvíz
\n
3:Nedves talaj
\n
4:Átlagos talaj
\n
5:Száraz homoktalaj
\n
"
);

	
printf
(
"254:Megadás kézzel
\n
Válasz:"
);

	
scanf
(
"%d"
,
&
n
);

	
switch
(
n
){

		
case
 
1
:
 
sigma
=
5
;
epsilon
=
80
;
break
;

		
case
 
2
:
 
sigma
=
0.005
;
epsilon
=
80
;
break
;

		
case
 
3
:
 
sigma
=
0.02
;
epsilon
=
30
;
break
;

		
case
 
4
:
 
sigma
=
0.01
;
epsilon
=
15
;
break
;

		
case
 
5
:
 
sigma
=
0.0005
;
epsilon
=
3
;
break
;

		
default
:

			
printf
(
"A talaj fajlagos ellenállása (Sm):"
);
scanf
(
"%f"
,
&
sigma
);

			
printf
(
"A talaj dielektromos állandója:"
);
scanf
(
"%f"
,
&
epsilon
);

			
break
;

	
}

}

float
 
phi_S
(
float
 
lambda
,
 
float
 
sigma
,
 
float
 
epsilon
){

	
return
 
0.5
*
atan
((
60
*
lambda
*
sigma
)
/
epsilon
);

}

float
 
Z_S
(
float
 
phi
,
 
float
 
lambda
,
 
float
 
sigma
,
 
float
 
epsilon
){

	
return
 
((
120
*
M_PI
)
/
(
pow
(
epsilon
*
epsilon
+
60
*
lambda
*
sigma
,
0.25
)))
*
pow
(
M_E
,
phi
);

}

float
 
Z0_x
(
float
 
Z0
,
 
float
 
h
,
 
float
 
ZS
){

	
return
 
1
/
((
1
/
Z0
)
+
(
1
/
(
4
*
h
*
sqrt
(
ZS
))));

}

float
 
delta_psi
(
float
 
lambda
,
 
float
 
h
,
 
float
 
sigma
){

	
return
 
atan
(
lambda
/
(
4
*
h
*
(
1
/
pow
(
sigma
,
0.125
))));

}

void
 
main
(){

	
float
 
lambda
,
 
z0
,
 
h
;

	
printf
(
"Hullámhossz (m):"
);
scanf
(
"%f"
,
&
lambda
);

	
printf
(
"Az antenna eredeti talpponti impedanciája (ohm):"
);
scanf
(
"%f"
,
&
z0
);

	
printf
(
"Az antenna talajfölötti magassága (m):"
);
scanf
(
"%f"
,
&
h
);

	
get_se
();

	
float
 
ps
=
phi_S
(
lambda
,
 
sigma
,
 
epsilon
);

	
float
 
zs
=
Z_S
(
ps
,
 
lambda
,
 
sigma
,
 
epsilon
);

	
float
 
z0x
=
Z0_x
(
z0
,
 
h
,
 
zs
);

	
float
 
psi
=
delta_psi
(
lambda
,
 
h
,
 
sigma
);

	
printf
(
"A talaj határfelületi ellenállása %f ohm
\n
"
,
zs
);

	
printf
(
"Az antenna eredő talpponti ellenállása: %f ohm
\n
"
,
z0x
);

	
printf
(
"A karakterisztika elevációs eltolódása %f°
\n
"
,
psi
*
180
/
M_PI
);

}

```

## A talaj mint tükrözőfelület[1]
A talaj a felületét érő rádióhullámok egy részét visszatükrözi, így a vevőantennát nemcsak az adó felől érkező rádióhullámok érik, hanem a talajról visszaverődött, reflektált rádióhullámok is. A reflektált hullámok jóval gyengébbek, mint a közvetlen hullámok, így amíg egy adott távolságon belül van a vevő az adótól, nem okoz számottevő változást a vett jel erősségében. Egy adott távolság túllépése után előfordulhat, hogy a reflektált jelek közel azonos erősségűek, mint az adóantenna felől érkező jelek.
Ha a két jel azonos erősségű, előfordulhat, hogy a két jel erősíti vagy kioltja egymást. Ez annak következménye, hogy a két jel úthossza eltér. Ha azonos fázisban éri a két jel az antennát, akkor erősítés lep fel, ha ellentétes fázisban, akkor gyengítik egymást vagy kioltják:
- Ha {\displaystyle l_{R}-l_{0}=n\lambda } akkor a két jel erősíti egymást.
- Ha {\displaystyle l_{R}-l_{0}=n\lambda +{\frac {\lambda }{2}}} akkor a két jel gyengíti, kioltja egymást.

A talajreflexiót autórádió hallgatásakor tapasztalhatjuk, amikor a rádióadó hatósugarábol kifelé megyünk, akkor nem egyenletesen kezd csökkenni a jel, hanem a rádió "susog". Ez a susogás tereptárgyaktól függetlenül, sík terepen is létrejön.
Mivel a talaj nem homogén összetételű, így nem homogén tükrözőfelület. A talaj nem teljes egészében veri vissza a rádióhullámokat, egy részét elnyeli. A talaj egy adott pontján az elnyelési tényezőt az alábbi képlettel számíthatjuk:
{\displaystyle \delta =2\pi {\sqrt {\frac {30\sigma }{\lambda }}}}
- δ - elnyelési tényező (1/m)
- σ - a talaj fajlagos vezetése (Sm)
- λ - az üzemi hullámhossz (m)

További inhomogenitást eredményez, hogy a rádióhullámok a talajba is behatolnak egy bizonyos mélységig, és a talaj alatt is továbbhaladnak. А talaj alatt szórtan terjednek, így egy része visszajut a felszínre. A talajból ilyen módon visszajövő hullámok fázishelyzetüktől függően erősítik vagy gyengítik a terjedést, így eltolják a visszaverődési pontokat.
A talajban a rádióhullámok lassabban haladnak, mint levegőben, így a talajszint alatt a hullámhossz is rövidebb lesz:
{\displaystyle \lambda '={\frac {\lambda }{\sqrt {{\frac {1}{2}}{\bigl (}\epsilon +{\sqrt {\epsilon ^{2}+{\bigl (}60\lambda \sigma {\bigr )}^{2}}}{\bigr )}}}}}
{\displaystyle b={\sqrt {h\lambda '+{\biggl (}{\frac {\lambda '}{2}}{\biggr )}^{2}}}}
- λ - az üzemi hullámhossz (m)
- λ' - a talajszint alatti eredő hullámhossz (m)
- σ - a talaj fajlagos vezetése (Sm)
- ε - a talaj dielektromos állandója
- h - a behatolási mélység (m)
- b - a visszaverődési pont eltolódása a hullámfront irányában (m)